# خوان لوئیس گیرادو
خوان لوئیس گیرادو (انگلیسی: Juan Luis Guirado؛ زادهٔ ۲۷ اوت ۱۹۷۹) بازیکن فوتبال اهل اسپانیا است.
از باشگاه‌هایی که در آن بازی کرده‌است می‌توان به باشگاه فوتبال گلوبال سبو و باشگاه فوتبال سئرس نیگروس اشاره کرد.
وی همچنین در تیم ملی فوتبال فیلیپین بازی کرده‌است.